# Aorta
L'aorta è la più grande e importante arteria del corpo umano. Emerge dal ventricolo sinistro del cuore e trasporta il sangue ossigenato a tutte le parti del corpo tramite la circolazione sistemica, negli animali che possiedono circolazione a sistema chiuso. Nell'uomo, è lunga approssimativamente 30-40 cm e il diametro normale è compreso tra i 2,5 e i 3,5 cm.

## Anatomia
Origina dal ventricolo sinistro del cuore, con un diametro di circa 3 cm, dirigendosi verso l'alto dando origine all'aorta ascendente, piega formando l'arco aortico andando ad appoggiarsi alla colonna vertebrale, discende formando l'aorta discendente, attraversa il diaframma fino a formare, dalla quarta vertebra lombare le arterie iliache comuni e l'arteria sacrale media.

### Aorta ascendente

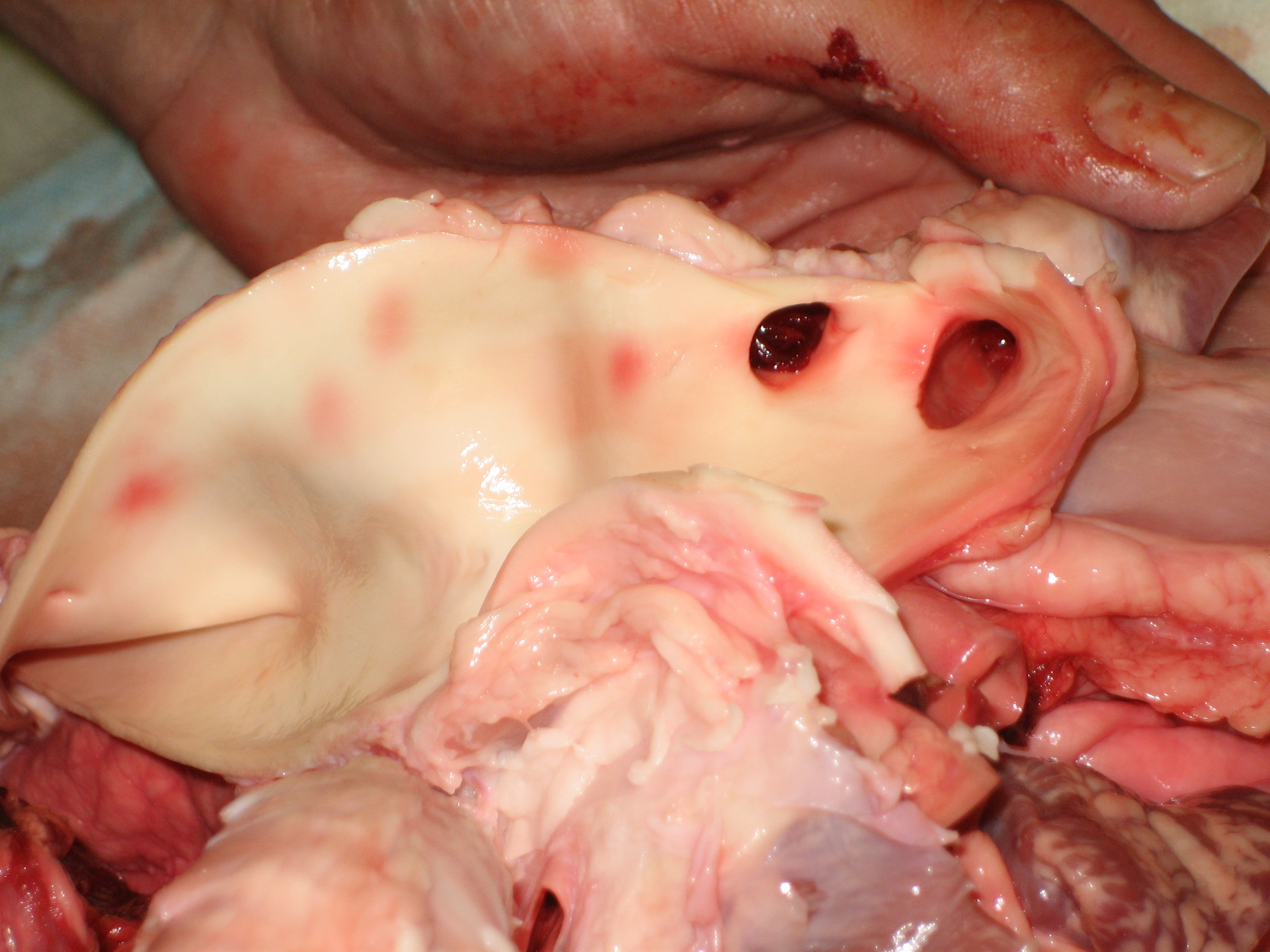
Aorta di maiale sezionata. Si può notare l'origine di alcune arterie.

È il primo breve tratto (circa 5–7 cm) dell'aorta; ha origine a livello della valvola semilunare aortica del ventricolo sinistro del cuore all'altezza del margine inferiore della terza cartilagine costale di sinistra. Si dirige verso l'alto, ventralmente e verso destra fino all'articolazione della seconda cartilagine costale con lo sterno.
L'aorta ascendente può essere suddivisa in due tratti:
- tratto obliquo, che si dirige antero-superiormente, verso destra; è un segmento intrapericardico;
- tratto verticale, che si dirige superiormente, ed è perlopiù extrapericardica.

#### Tratto obliquo
All'origine dell'arteria sono presenti, sporgenti verso il lume, i tre seni aortici del Valsalva, che corrispondono esternamente ad un rigonfiamento, detto bulbo aortico.
Dalla base dell'aorta hanno origine gli unici suoi rami, le arterie coronariche destra e sinistra, che presiedono all'irrorazione arteriosa del cuore.

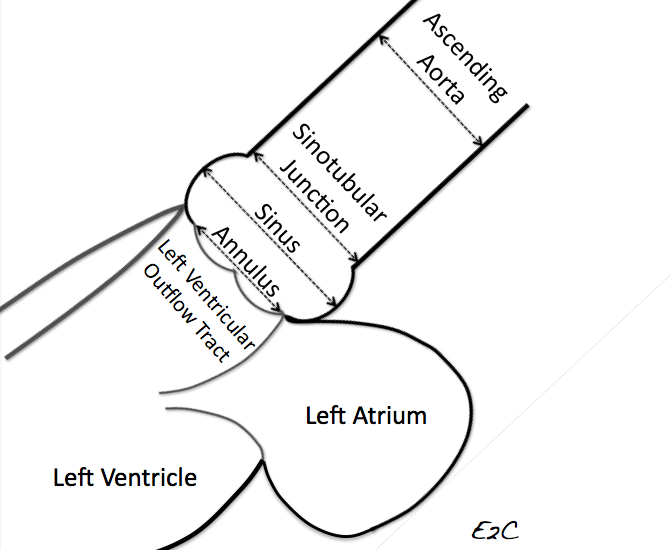
Variazioni di lume dell'aorta ascendente. Si distinguono, in questo schema: un annulus, che segna l'inserzione parietale delle valvole semilunari; i seni aortici del Valsalva; il seno aortico.

Dal punto di vista topografico l'aorta ascendente contrae rapporti:
- anteriormente con il cono arterioso del ventricolo destro, con l'auricola destra e con il tronco polmonare;
- antero-superiormente, il tratto obliquo si avvicina allo sterno e ne rimane separato per mezzo del lembo anteriore del polmone destro (con annessa pleura), del tessuto areolare mediastinico e dei residui del timo;
- a destra, con l'atrio e l'auricola destra;
- a sinistra, è incrociata obliquamente dal tronco polmonare
- posteriormente con l'atrio sinistro e con l'arteria polmonare destra.

È importante sottolineare l'intima relazione tra aorta ascendente e tronco polmonare; essi si avvolgono formando una mezza spira, con l'aorta diretta anteriormente e a destra e il tronco polmonare diretto posteriormente e a sinistra. Entrambi questi vasi sono ricoperti dal pericardio sieroso per 4–5 cm ed è questa la ragione per cui diversi autori si riferiscono ai due vasi come al "peduncolo arterioso" del cuore. All'interno del manicotto è presente del tessuto connettivo che tende ad andare incontro a fenomeni fibrotici con l'avanzare dell'età: Rindfleisch parla di "vincula aortae" per sottolineare la solidità di queste fibre. Testut et. al rimarca il concetto specificando che per separare i due vasi occorrono bisturi e forbici.

##### Vincula aortae
In queste briglie di connettivo è possibile apprezzare il ricco sistema di vasi collaterali della circolazione coronarica e diversi nervi. Nello specifico, si osservano:
- arterie infundibulari;
- nervi cardiaci (dipendenza del nervo vago)
- vasi linfatici cardiaci;
- anastomosi dei vasi sanguigni cardiaci con quelli bronchiali (qui c'è la messa in comunicazione del sistema cardiaco e quello polmonare).

#### Tratto verticale
I rapporti rimangono pressoché simili con le seguenti differenze:
- a destra, l'aorta ascendente contrae rapporti con la vena cava superiore;
- superiormente, con il pericardio sieroso che ivi si ripiega, formando un cul di sacco che contribuisce a delimitare superiormente la cavità pericardica.

### Arco aortico

#### Limiti, posizione e proiezioni toraciche
L'arco dell'aorta fa seguito all'aorta ascendente, a livello della 2a articolazione sterno-costale destra e si porta quindi indietro e verso sinistra per raggiungere il margine sinistro del corpo della 4ª vertebra toracica dove termina continuando con l'aorta discendente. Questo punto di passaggio tra arco e aorta discendente, proiettato sulla parete toracica anteriore, corrisponde all'estremità sternale della 2ª cartilagine costale sinistra. L'arco aortico, nel portarsi dall'avanti indietro e da destra verso sinistra, descrive una curva a concavità inferiore che circonda il peduncolo del polmone sinistro. Il limite tra arco e aorta discendente è spesso segnato da un tratto ristretto, l'istmo aortico, cui fa seguito un tratto dilatato, il fuso aortico.

#### Calibro

rami collaterali dell'aorta

Il lume aortico è approssimativamente ellittico in sezione e nell'uomo adulto misura 2,5–3 cm. Il calibro non è regolare e infatti presenta diversi restringimenti e dilatazioni. Si riscontrano, a partire dall'origine:
- il gran seno aortico (dilatazione), sul lato destro, a cavallo tra la porzione ascendente e l'arco aortico; si riscontra più frequentemente con l'avanzare dell'età;
- istmo aortico (restringimento), a cavallo tra arco aortico e aorta discendente; evidente soprattutto nel feto;
- fuso aortico (dilatazione), localizzato a livello dell'aorta toracica.

#### Topografia
La faccia sinistra dell'arco aortico guarda in avanti ed è, al suo inizio, ricoperta dal pericardio fibroso che vi prende attacco; è incrociata da una serie di nervi:
- più anteriormente, dal nervo frenico di sinistra, accompagnato dalle arterie freniche superiori (collaterali dell'aorta toracica);
- rami cardiaci superiori (dipendenza del nervo vago e del sistema simpatico);
- nervo vago di sinistra, che incrocia l'aorta nel punto in cui origina un suo vaso collaterale (arteria succlavia sinistra) per dirigersi posteriormente, verso il bronco;

Per mezzo della pleura viscerale contrae rapporti anche con la faccia mediale del lobo superiore del polmone sinistro.
La faccia destra dell'arco volge indietro e si mette in rapporto, dall'avanti indietro con diverse strutture del mediastino inferiore:
- la trachea, poco sopra alla biforcazione tracheale; il rapporto è tale da riscontrare sulla parete della trachea l'impronta aortica;
- l'esofago, a livello del suo margine sinistro; il rapporto è tale da individuare un collegamento di natura muscolare denominato "muscolo aortico-esofageo" di Gillette;

L'aorta forma un angolo diedro con la trachea e l'esofago ove decorre una serie di nervi:
- rami cardiaci inferiori (dipendenza del nervo vago e del sistema simpatico);
- il plesso cardiaco profondo;
- il nervo laringeo inferiore (o ricorrente) sinistro,

Posteriormente, la faccia destra presenta rapporti con il dotto toracico e infine, con il lato sinistro del corpo della quarta vertebra toracica.
La faccia inferiore dell'arco, concava, contorna la biforcazione del tronco polmonare e il bronco principale sinistro. L'arco incontra diverse strutture, che in senso antero-posteriore sono:
- arteria polmonare destra;
- legamento arterioso di Botallo, che unisce l'arteria polmonare sinistra con l'arco aortico.

Queste tre strutture formano uno spazio che accoglie a sé il plesso cardiaco con i gangli di Wrisberg.
Procedendo ancora posteriormente:
- l'arco è abbracciato dall'ansa del nervo laringeo inferiore sinistro, diretto nel solco tra trachea ed esofago.
- è presente un rapporto con la faccia superiore del bronco sinistro;
- si incontra un gruppo di linfoghiandole del mediastino inferiore (i linfonodi peribronchiali sinistri);
- l'aorta contrae rapporti con i vasi bronchiali, posti superiormente e posteriormente al bronco sinistro.

La faccia superiore dell'arco è convessa e, con la sua sommità, giunge a 20–25 mm dall'incisura giugulare dello sterno. Questa distanza è ridotta nel bambino per il minor volume del manubrio sternale e nel vecchio per la dilatazione dell'arco.
Dalla faccia superiore dell'arco aortico prendono origine, dall'avanti indietro:
- il tronco brachiocefalico(o arteria anonima);
- l'arteria carotide comune sinistra;
- l'arteria succlavia sinistra.

Queste arterie forniscono sangue alla testa, al collo, agli arti superiori e alla parte superiore del torace. Questa faccia può contrarre rapporti inoltre con la vena anonima. In situazioni normali la vena anonima può incrociare da sinistra verso destra le facce anteriore dei tre collaterali aortici; in altri casi (qualora l'arco fosse più alto) la vena contrae rapporti direttamente con l'arco aortico.

### Aorta discendente
Vengono distinte due porzioni dell'aorta discendente: toracica e addominale, il cui limite è dato dal passaggio nel diaframma al livello della dodicesima vertebra toracica. Da entrambe le porzioni originano rami collaterali che irrorano le pareti (rami parietali) o i visceri (rami viscerali).
Dall'aorta toracica, che si origina verso la IV vertebra toracica con un restringimento (istmo aortico), originano le arterie bronchiali (irrorano i tessuti nel polmone), le arterie pericardiche (irrorano il pericardio), le arterie mediastiniche (il mediastino) e le arterie esofagee (vascolarizzano l'esofago); inoltre dall'aorta toracica originano le arterie intercostali e le arterie freniche superiori.
Dall'aorta addominale, che inizia allo iato aortico del diaframma, originano in successione: il tronco celiaco (vascolarizza il fegato, lo stomaco, l'esofago, la colecisti, il duodeno, il pancreas e la milza), l'arteria mesenterica superiore (pancreas, duodeno, intestino tenue e crasso), le arterie renali destra e sinistra,le arterie gonadiche (a. testicolari e a. ovariche),  e l'arteria mesenterica inferiore (porzione terminale del colon e retto),dopodiché biforca nelle arterie iliache comuni. Inoltre l'aorta addominale dà origine alle arterie freniche inferiori (diaframma e porzione inferiore dell'esofago), alle arterie surrenali (i surreni), e le arterie lombari (vascolarizzano il midollo spinale e la parete addominale).
L'aorta addominale termina biforcandosi nelle arterie iliache comuni destra e sinistra, e con l'arteria sacrale media posta sulla faccia anteriore del sacro.